# Zaamslagveer
Zaamslagveer ist eine Ortschaft in der niederländischen Provinz Zeeland. Sie ist Teil der Gemeinde Terneuzen und liegt sechs Kilometer östlich der Kernstadt Terneuzen sowie ungefähr 30 Kilometer südöstlich von Vlissingen.
Der statistische Bezirk Zaamslagveer, der auch die umliegende Landschaft miteinbeziehen kann, hat eine Bevölkerungsanzahl von ungefähr 120 Personen.

## Persönlichkeiten
- Jona Willem te Water (1740–1822), reformierter Theologe und Hochschullehrer, wurde hier geboren